# 迈克尔·弗莱恩
迈克尔·弗莱恩（Michael Frayn，1933年9月8日—）英国当代著名剧作家及小说家。他著名的剧作有喜剧《傻瓜年代》、《噪音远去》，戏剧《哥本哈根》和《民主》，小说代表作则有《一往无前》和《間諜》，他惯于将哲学思考与深刻思想用淡淡的幽默笔调表达出来，其作品将时代背景，情节发展和主人公的心理变化巧妙的融合，使得他的作品受到文学界的好评。他的妻子是传记作家和记者克莱尔·托马林。

## 早年生活
弗莱恩生于英国伦敦巴尼特区的Mill Hill。他曾在伦敦南部的金斯顿语法学校接受教育，后服两年兵役。在军队的两年中，他在英国军方设立的联合服务语言学校（Joint Services School for Linguists）中学习了俄语。后进入剑桥伊曼纽尔学院学习道德科学，即当时对哲学专业的叫法。1957年-1968年大学毕业的他成为英国《卫报》和《觀察家報》的记者和专栏作家，并开始了自己的小说与戏剧创作。

## 小说创作
1965年弗莱恩发表了自己的第一篇小说《罐头人》（The Tin Men），这篇小说描写了一群从事自动化设备研究的工程师，作者用幽默的笔法描绘了他们生活的无聊和所作的各种研究的毫无意义，这部作品问世后获得好评，和朱利安·米切尔（Julian Mitchell）一起获得了表彰年轻作家的索默斯塞特·毛姆奖。第二年他基于自己的俄语翻译经历写成了中篇小说《俄语翻译》，获得霍桑登奖。1967年他根据自己在《观察家》等杂志工作的经验，写成了《清晨将逝》（Towards the End of Morning），以讽刺的笔调描绘了记者的生活，主人公负责的是一份报纸中无关紧要的栏目，每天的生活单调无味，充满了空想。这部作品确立了弗莱恩作为讽刺幽默作家的名声。1973年他完成了小说《甜美的梦》（Sweet Dreams）之后，就主要转向戏剧创作，直到十余年后才以描绘一名英国政府公务员对牵扯首相哈罗德·威尔逊的政治谜案的调查的《登陆太阳》（A Landing on the Sun）重新了引起了小说界的注意。
1999年弗莱恩发表长篇小说《一往无前》（Headlong），这一小说围绕着老布勒哲尔的著名组画《months》中失落的一幅展开。老布勒哲尔的这套六副组画现在只有五幅存世，主人公马丁在别人家做客时偶然发现了第六幅，他想买下画的努力带来了一连串的闹剧。这部融合了幽默风格和古书画鉴定学的小说入选了当年的布克奖提名，但最后不敌南非作家库切的《耻》。2002年弗莱恩的《间谍》一书问世，获得了极大好评。这部小说讲述了二战中伦敦郊区的两个男孩子的想像力，友谊，对身边人是否是间谍的猜测，和他们冒失的行动造成的悲惨后果。这部小说成功地融合二战的战时背景，童年孩童对外界的敏感和老来回忆的伤感，深刻地刻画出了战争状态下平民的各种心态，这部小说使弗莱恩赢得了2002年的惠特布雷德奖的小说奖，并获得年度图书提名，有趣的是年度图书的获奖者正是他的妻子，传记作家克莱尔·托马林。

## 戏剧创作
弗莱恩从1970年起开始戏剧的创作，他的第一部作品是四个独幕剧的组合《我们中的两个》（Two of us)，由理查德·布里尔斯和林恩·李德格莱夫首演，遭到了剧评家的批评。。1975年他的《字母的顺序》上演，获得英国戏剧的重要奖项之一的标准晚报戏剧奖（Evening Standard Award）。1976年他的《傻瓜年代》上演，这出喜剧以六个学生在离校25年后重新聚会为题，获得较大的成功，获得了当年的英国戏剧界最高奖——劳伦斯·奥利佛奖。1982年弗莱恩最广为人知的喜剧作品《噪音远去》上演，该剧的创作灵感源于《我们中的两个》的最后一幕闹剧，使用了戏中戏的表现手法，被称为英国战后最成功的喜剧，他也被归为“幽默作家”并再次获得劳伦斯·奥利佛奖。
他最为人知的剧作，也是很多人认为是他最好的剧作，是在1998年上演的《哥本哈根》。该剧取材于一个真实的历史事件：1941年丹麦物理学家尼尔斯·玻尔和他的门生德国物理学家维尔纳·海森堡之间的会面，当时丹麦正处于德国的占领之下，而海森堡也许正在进行原子弹的研究，战后对于这次会面玻尔保持缄默，而海森堡则多次予以解释，但真相至今成谜。弗莱恩这一剧作即通过玻尔、玻尔夫人玛格丽特·玻尔和海森堡三个人之间的谈话，探讨了这次会见的多重可能性。这部作品在英国、美国都获得了巨大成功，获得了托尼奖。莱恩最近的剧作《民主》也在伦敦取得了成功，这一剧本取材于德国总理威利·勃兰特和他的个人助理，东德间谍君特·纪尧姆的历史事件，又获得了托尼奖的提名。
除了创作舞台剧剧本之外，弗莱恩还从事剧本的翻译工作，他翻译了安东·契诃夫的四部主要剧作《海鸥》、《万尼亚舅舅》、《三姐妹》和《樱桃园》，以及列夫·托尔斯泰的《启蒙的果实》。他还写了电影剧本《顺时针》，由约翰·克里斯主演，以及电视连续剧《做鬼脸》，主演埃莉诺·布龙。1990年他写的电影剧本《最早与最终》（The first and last）获得国际艾美奖。

## 主要作品及获奖情况

### 小说
- 罐头人 (1965) 获索默斯塞特·毛姆奖
- 俄语翻译 (1966) 获霍森登奖
- 清晨将逝 (1967)
- 私人生活 (1968)
- 美梦 (1973)
- 把戏 (1989)
- 在太阳上着陆 (1991)
- 一往无前(1999) 获布克奖提名
- 間諜(2002)，获惠特布雷德长篇小说奖。
  - 中文译本：人民文学出版社 石青译 2003年出版，ISBN 7-02-004395-X

### 戏剧
- 我们中的两个 (1970)
- 字母的顺序 (1977) 获标准晚报戏剧奖
- 傻瓜年代 (1977) 获劳伦斯·奥利佛最佳喜剧奖
- 创造或者破坏 (1980) 获标准晚报戏剧奖
- 噪音远去 (1982) 获劳伦斯·奥利佛最佳喜剧奖，标准晚报戏剧奖
- 慈善家 (1984) 获劳伦斯·奥利佛最佳新作奖，标准晚报戏剧奖
- 最初与最终 (1989)
- 哥本哈根 (1998) 获托尼奖，标准晚报戏剧奖
  - 中文译本：上海科学技术出版社，戈革译， 2004年 ISBN 9787532373260
- 民主 (2003) 获托尼奖提名，标准晚报戏剧奖
- 余生 (2008)